# Sjumandjaja
Sjumandjaja lub Sjuman Djaya (ur. 5 sierpnia 1934 w Batavii, zm. 19 lipca 1985 w Dżakarcie) – indonezyjski reżyser, scenarzysta, producent filmowy i aktor. Jeden z głównych przedstawicieli kinematografii indonezyjskiej w okresie Nowego Ładu.

## Filmografia
Role filmowe
- Terang Bulan di Tengah Hari (1956)
- Jang Djatuh di Kaki Laki-Laki (1971)
- Perawan Buta (1971)
- Lorong Hitam (1972)
- Si Bongkok (1972)
- Mama (1972)
- Andjing-Andjing Geladak (1972)
- Flambojan (1972)
- Ganasnya Nafsu (1976)
- Ombaknya Laut Mabuknya Cinta (1978)

Reżyseria
- Bajangan (1965)
- Lewat Tengah Malam (1971)
- Flambojan (1972)
- Si Doel Anak Betawi (1972)
- Si Mamad (1973)
- Atheis (1974; także Kafir)
- Laila Majenun (1975)
- Si Doel Anak Modern (1976)
- Pinangan (1976)
- Yang Muda Yang Bercinta (1977)
- Kabut Sutra Ungu (1980)
- Bukan Sandiwara 1980)
- R.A. Kartini (1982)
- Budak Nafsu (1983)
- Kerikil-Kerikil Tajam (1984)
- Opera Jakarta (1985)

Scenariusz
- Saodah (1956)
- Anakku Sajang (1957)
- Nji Ronggeng (1969)
- Kekasihku Ibuku (1971)
- Pengantin Remadja ('1971)
- Lewat Tengah Malam (1971)
- Jang Djatuh di Kaki Laki-Laki (1971)
- Beranak dalam Kubur (1971)
- Lorong Hitam (1972)
- Si Bongkok (1972)
- Mama (1972)
- Andjing-Andjing Geladak (1972)
- Si Doel Anak Betawi (1972)
- Jimat Benyamin (1973)
- Si Mamad (1973)
- Atheis (1974; także Kafir)
- Cinta Remaja (1974)
- Prahara (1974)
- Laila Majenun (1975)
- Si Doel Anak Modern (1976)
- Pinangan (1976)
- Wajah Tiga Perempuan (1976)
- Gitar Tua Oma Irama (1977)
- Yoan (1977)
- Siulan Rahasia (1977)
- Arwah Komersial dalam Kampus (1977)
- Darah Muda (1977)
- Ombaknya Laut Mabuknya Cinta (1978)
- Kabut Sutra Ungu (1980)
- Selamat Tinggal Duka (1980)
- Permainan Bulan December (1980)
- Yang Kembali Bersemi (1980)
- Gadis Maraton (1981)
- R.A. Kartini (1982)
- Kerikil-Kerikil Tajam (1984)
- Yang Masih di Bawah Umur (1985)

Produkcja
- Si Mamad (1973)
- Bulan di Atas Kuburan (1973)
- Atheis (1974; także Kafir)
- Laila Majenun (1975)
- Pinangan (1976)
- Yang Muda Yang Bercinta (1977)
- Ombaknya Laut Mabuknya Cinta (1978)
- Kabut Sutra Ungu (1980)
- Selamat Tinggal Duka (1980)